# Benjamin Lundy
Pour les articles homonymes, voir Lundy.
 (juin 2024).
Si vous disposez d'ouvrages ou d'articles de référence ou si vous connaissez des sites web de qualité traitant du thème abordé ici, merci de compléter l'article en donnant les références utiles à sa vérifiabilité et en les liant à la section « Notes et références ».
Benjamin Lundy (4 janvier 1789 – 22 août 1839) était un abolitionniste américain, d'obédience quaker, qui dirigea le Genius of Universal Emancipation, un des premiers journaux antiesclavagistes de son pays. 

## Biographie
Actif pendant une période de transition pour le mouvement abolitionniste américain, il défendait une position gradualiste qui entendait mettre progressivement un terme à l'esclavage dans le pays et, en premier lieu, empêcher son expansion dans les nouveaux États qui faisaient leur entrée dans l'Union. C'est à ce titre qu'il gagna le Missouri pour tenter de faire échec au compromis de 1820 ou qu'il dénonça dans la révolution texane de 1836 une manœuvre des planteurs esclavagistes pour étendre les territoires américains ouverts à l'esclavage. Il chercha également, sans succès, à établir en dehors des États-Unis des colonies pour les esclaves affranchis et les Noirs libres, d'abord à Haïti puis dans le Haut-Canada et dans la province mexicaine du Texas.
Après l'avoir converti à l'abolitionnisme, il s'associa avec William Lloyd Garrison qui, rompant avec le gradualisme de son mentor, adopta une position qui exigeait l'abolition immédiate de l'esclavage.